# Базальтовий шар
База́льтовий шар (рос. базальтовый слой, англ. basaltic layer of the Earth’s crust; нім. Basaltschicht er Erdrinde) — нижній шар земної кори, розташований між гранітним шаром та верхньою мантією Землі.
Складається з порід осно́вного складу типу габро і високометаморфізованих порід.